# Кеяуви
Кеяуви (на английски: Keyauwee) е малко северноамериканско индианско племе, което първоначално живее близо до река Ядкин в окръг Гилфорд, Северна Каролина. Не е известно нищо за езика им, но заради връзките им с добре познатите сиуговорещи племена като сапони и тутело се предполага, че са говорели сиукски език.
Племето не се споменава преди 1701 г., когато Джон Лоусън намира ограденото им с палисада село североизточно от река Ядкин в Северна Каролина. По това време кеяуви се канят да се присъединят към сапони и тутело за по-добра защита от враговете им. Скоро след срещата с Лоусън, кеяуви, заедно със сапони, тутело, оканичи и шакори се преместват надолу до Албемарл Саунд, близо до белите селища. По това време населението на петте племена общо е около 750 души. Някъде към 1733 г., заедно със сара и може би ено се преместват на река Пиди в Южна Каролина. През 1761 г. селото им се намира над селото на сара на река Пиди на границата между двете Каролина. След това името им не се споменава повече. Предполага се, че се сливат с катоба.